# Jakub Otruba
Jakub Otruba (Olomouc, 30 januari 1998) is een Tsjechisch wielrenner.

## Carrière
Bij de junioren werd Otruba in 2015 voor het eerst nationaal kampioen tijdrijden, in 2016 prolongeerde hij deze titel. In 2018 en 2019 was hij de sterkste bij de beloften. Tussen 2018 en 2022 reed hij bij de continentale wielerploeg Elkov-Author Cycling Team. In 2022 boekte hij zijn eerste etappezege; hij won de vierde etappe in de Ronde van Roemenië. In een sprint om de etappezege was hij sterker dan Mark Stewart en Cristian Raileanu. Het peloton finishte ruim een minuut later. Voor het seizoen van 2023 maakte hij de overstap naar ATT Investments. Gelijk aan het begin van het seizoen won hij de Griekse wedstrijd Visit South Aegean Islands. Daarnaast werd Otruba nationaal kampioen tijdrijden van zijn land, voor Petr Kelemen. In het daaropvolgende seizoen won hij de eerste editie van de Silesian Classic.
In 2025 maakte Otruba de overstap naar het Spaanse Caja Rural-Seguros RGA. Zijn debuut voor de ploeg maakte hij op Mallorca, waar hij deelnam aan alle vijf manches van de Challenge Mallorca. In juli van dat jaar won hij een etappe in de Troféu Joaquim Agostinho.

## Overwinningen
2015
 Tsjechisch kampioen tijdrijden, junioren
2016
 Tsjechisch kampioen tijdrijden, junioren
2018
 Tsjechisch kampioen tijdrijden, beloften
2019
 Tsjechisch kampioen tijdrijden, beloften
Jongerenklassement Ronde van Tsjechië
2020
 Tsjechisch kampioen tijdrijden, beloften
Jongerenklassement Ronde van Tsjechië
2022
4e etappe Ronde van Roemenië
2023
Eindklassement Visit South Aegean Islands
 Tsjechisch kampioen op de weg, elite
2024
Silesian Classic
4e etappe Ronde van Bulgarije
2025
1e etappe Troféu Joaquim Agostinho

## Resultaten in voornaamste wedstrijden
|      | \| Jaar \| \| WK op de weg \| \| ---- \| \| ------------ \| \| 2020 \| \| 64e \| \| 2024 \| \| opgave \| |              |
| Jaar | | WK op de weg |
| 2020 | | 64e          |
| 2024 | | opgave       |

## Ploegen
- 2017 –  SKC TUFO Prostějov
- 2018 –  Elkov-Author Cycling Team
- 2019 –  Elkov-Author Cycling Team
- 2020 –  Elkov-Kasper
- 2021 –  Elkov-Kasper
- 2022 –  Elkov-Kasper
- 2023 –  ATT Investments
- 2024 –  ATT Investments
- 2025 –  Caja Rural-Seguros RGA